# Festiwal Nowe Epifanie
Festiwal Nowe Epifanie (do 2016 „Gorzkie Żale”) – wielkopostny festiwal o charakterze interdyscyplinarnym, odbywający się w Warszawie od 2008 roku. Obejmuje on prezentację przedstawień teatralnych, koncertów, pokazów filmowych, wystaw i spotkań dyskusyjnych poruszających w nowoczesny sposób tematykę religijną i teologiczną oraz prowokujących do refleksji. Organizatorem festiwalu jest Centrum Myśli Jana Pawła II – instytucja kultury miasta stołecznego Warszawy, której celem jest przybliżanie nauczania Papieża Polaka. Współtwórcami festiwalu byli Piotr Duda i Marek Pasieczny.

## O festiwalu
Podstawowym celem festiwalu jest szukanie współczesnych epifanii piękna i inicjowanie twórczego dialogu artystów z tradycyjną sztuką religijną w duchu „Listu do artystów” Jana Pawła II. Od 2008 roku Festiwal nosił nazwę „Gorzkie Żale” nawiązującą do wielkopostnych nabożeństw. W 2016 roku nazwę zmieniono na „Nowe Epifanie”. Związana jest ona z „nowymi epifaniami piękna”, o których pisał Jan Paweł II w liście do artystów w 1999 roku.
Każda z edycji festiwalu (nie było go w latach 2011 i 2015) swój własny motyw przewodni, który jest inspiracją dla zaproszonych do współpracy twórców, a jednocześnie wspólnym elementem wszystkich wydarzeń Festiwalu. Najczęściej są to motywy wielkopostne i biblijne, takie jak krzyż (2008), kuszenie (2009), śmierć (2012), 40 dni na pustyni (2014) lub utwory literackie powiązane z nimi, jak „Piekło” Dantego (2010) czy „Faust” Goethego (2013), a coraz częściej także uniwersalne, proste i wieloznaczne symbole – skrzyżowanie (2016), matka (2017), król (2018) i Judasz (2019).
Do 2014 roku dyrektorami festiwalu byli Marek Pasieczny, Michał Mizera i Małgorzata Wilczewska. Aktualnie, od 2015 roku dyrektorem jest Paweł Dobrowolski, zastępcą Maciej Omylak, a dyrektorem artystycznym aktor Redbad Klijnstra-Komarnicki.
Festiwal obejmuje wydarzenia kulinarne, spektakle teatralne, koncerty i projekcje filmów. Kuratorami programu muzycznego są Sonia Wronkowska i Łukasz Kozak. Kulinariami zajmuje się Monika Kucia. O program filmowy dba Bartłomiej Pulcyn, a Katarzyna Pendrycz odpowiedzialna jest za wydarzenia skierowane do dzieci.

## X edycja festiwalu – 2019
Motywem przewodnim X edycji festiwalu są słowa: Lepiej, gdyby się nie narodził?. W tym roku wszystkie wydarzenia nawiązują do postaci Judasza – biblijnego zdrajcy. W tej edycji po raz pierwszy nawiązano współpracę z Akademią Teatralną w Warszawie i zorganizowano seminarium dla reżyserów. Jego owocami są dwa debiuty reżyserskie – Katarzyny Minkowskiej i Sławomira Narlocha. Twórcy Festiwalu chcą zadać widzom pytanie, zmusić ich do zastanowienia się, czy właśnie w okresie postu Judasz może stać się bliski każdemu z nas? A może rozpoznajemy w nim samych siebie?

### Program
- Strug do tańca – potańcówka ostatkowa[13]

#### Teatr
- #chybanieja, reż. Paweł Passini
- Tragedia Jana, reż. Waldemar Raźniak
- Oratorium o mleku, reż. Sławomir Narloch
- Judasz. Laboratorium epifanii, reż. Katarzyna Minkowska
- Arcykłamcy, reż. Dawid Zalesky
- Wątpliwość, reż. Norbert Rakowski
- Judaszaweł, reż. Bartosz Żurowski
- Ptak zielonopióry, reż. Jarosław Kilian
- A pod tobą są wieczne ramiona, Graindelavoix

Źródło.

#### Muzyka
- Róże ze złota, Graindelavoix
- Ogień świętego Antoniego, Graindelavoix
- Psałterz Polski II
- Gloria Patri
- La Superbe

Źródło.

#### Film
- Szczęśliwy Lazzaro, reż. Alice Rohewacher[14]
- Nie zabijaj, reż. Catalin RotaruGabi Virginia Sarga[15]
- Nasze zmagania, reż. Guillaume Senez[16]
- Serce świata, reż. Natalia Mieszczaninowa[17]
- Aż poleje się krew, reż. Paul Thomas[18]

Źródło.

#### Kulinaria
- Smak domu
- Jajko!
- Klątwa

Źródło.

#### Inne
- Waleczne serce – warsztaty dla dzieci
- Grzyby, muzyka i ogień piekielny – panel dyskusyjny
- Czas odnaleziony, czyli Atlas Warburga do muzyki dawnej / Time Regained: A Warburg Atlas for Early Music – wystawa
- Potworność muzyki dawnej / The Monstrosity of Early Music – wykład

Źródło.